# Planica Nordic Centre
Planica Nordic Centre (słoweń. Nordijski center Planica) – kompleks narciarstwa klasycznego w Planicy w Słowenii, otwarty 11 grudnia 2015 roku.

## Opis
Kompleks położony ok. 2 km na zachód od Rateče i 8 km od Kranjskiej Gory, składa się z jednej skoczni mamuciej, siedmiu skoczni narciarskich (normalna, duża, 5 skoczni dla młodych zawodników i dzieci), a także z trasy biegów narciarskich. To jedyne centrum nordyckie z ośmioma skoczniami narciarskimi.
W 2023 roku obiekt będzie areną zmagań zawodników największych zawodów sportowych w historii niepodległej Słowenii – mistrzostw świata w narciarstwie klasycznym.

## Skocznie narciarskie
W kompleksie istnieją 4 segmenty skoczni narciarskich:
- skocznie dla dzieci (HS 15 m, HS 30 m, HS 45 m)
- skocznie młodzieżowe (HS 61 m, HS 80 m)
- Bloudkova velikanka (HS 104 m, HS 139 m)
- Letalnica (HS 240 m)

Wszystkie skocznie narciarskie (z wyjątkiem Letalnicy) pokryte są plastikiem.

### Letalnica
Letalnica jest największą z ośmiu skoczni narciarskich znajdujących się w obiekcie i na niej odbywają się zawody w lotach narciarskich. Została zbudowana w 1969 roku przez braci Janeza i Vlado Gorišek. Letalnica jest sławna na całym świecie z powodu tego, iż niemal corocznie odbywa się zakończenie sezonu w skokach narciarskich i gromadzi wówczas dziesiątki tysięcy gości oraz fanów skoków narciarskich.
Na tej skoczni mamuciej ustawiono łącznie 28 rekordów świata. 17 marca 1994 roku Fin Toni Nieminen skoczył na odległość 203 metrów, zostając tym samym pierwszym zawodnikiem w historii, który skoczył powyżej 200 metrów. Letalnica była 7-krotnie gospodarzem mistrzostw świata w lotach narciarskich, ostatnio w 2020 roku.
Najbardziej stroma na świecie tyrolka o średnim nachyleniu 38° została otwarta na wzgórzu 29 września 2015 roku.

### Bloudkova velikanka
Bloudkova velikanka to duża skocznia narciarska. Pierwotnie zbudowana w 1934 roku przez Ivana Rožmana, wzgórze zawaliło się w 2001 roku i zostało całkowicie odnowione w 2012 roku. W latach 30. i 40. na skoczni ustanowiono łącznie dziesięć rekordów świata. Obok niej zbudowali również nową normalną skocznię narciarską, która miała zastąpić starą, zburzoną skocznię narciarską.

## Centrum biegowe
Zimą łączna długość tras biegowych w kompleksie wynosi ok. 40 km (pomiędzy Kranjską Gora, Rateče, Dom v Tamarju). Wewnętrzny tunel biegowy znajduje się w garażu podziemnym kompleksu. Długość bieżni wewnętrznej to 600 metrów, temperatura powietrza ok. -2 °C. W sezonie 2015/2016 oraz 2017/2018 obiekt był gospodarzem zawodów Pucharu Świata w biegach narciarskich.

### Zawody

#### Mężczyźni
| Lp. | Data       | Zawody        | Konkurencja                  | 1. miejsce                                     | 2. miejsce                           | 3. miejsce                                  |
| --- | ---------- | ------------- | ---------------------------- | ---------------------------------------------- | ------------------------------------ | ------------------------------------------- |
| 1.  | 16.01.2016 | Puchar Świata | Sprint s. dowolnym           | Federico Pellegrino                            | Baptiste Gros                        | Richard Jouve                               |
| 2.  | 17.01.2016 | Puchar Świata | Sprint drużynowy s. dowolnym | Włochy I Dietmar Nöckler · Federico Pellegrino | Francja I Renaud Jay · Baptiste Gros | Francja II Valentin Chauvin · Richard Jouve |
| 3.  | 20.01.2018 | Puchar Świata | Sprint s. klasycznym         | Johannes Høsflot Klæbo                         | Emil Iversen                         | Teodor Peterson                             |
| 4.  | 21.01.2018 | Puchar Świata | 15 km s. klasycznym          | Aleksiej Połtoranin                            | Johannes Høsflot Klæbo               | Calle Halfvarsson                           |

#### Kobiety
| Lp. | Data       | Zawody        | Konkurencja                  | 1. miejsce                                   | 2. miejsce                                         | 3. miejsce                            |
| --- | ---------- | ------------- | ---------------------------- | -------------------------------------------- | -------------------------------------------------- | ------------------------------------- |
| 1.  | 16.01.2016 | Puchar Świata | Sprint s. dowolnym           | Stina Nilsson                                | Astrid Uhrenholdt Jacobsen                         | Heidi Weng                            |
| 2.  | 17.01.2016 | Puchar Świata | Sprint drużynowy s. dowolnym | Szwecja I Ida Ingemarsdotter · Stina Nilsson | Norwegia I Heidi Weng · Astrid Uhrenholdt Jacobsen | Niemcy I Sandra Ringwald · Hanna Kolb |
| 3.  | 20.01.2018 | Puchar Świata | Sprint s. klasycznym         | Stina Nilsson                                | Kathrine Rolsted Harsem                            | Maiken Caspersen Falla                |
| 4.  | 21.01.2018 | Puchar Świata | 10 km s. klasycznym          | Krista Pärmäkoski                            | Charlotte Kalla                                    | Heidi Weng                            |

## Red Bull 400
Red Bull 400 World Series of Extreme Running to najbardziej ekstremalny i najbardziej stromy 400-metrowy wyścig na świecie. W zawodach bierze udział ponad 1000 zawodników z całego świata. Zawodnicy muszą pokonać dystans 400 metrów od dołu do szczytu najazdu Letalnicy. Pierwsza edycja zawodów na tym obiekcie odbyła się w 2013 roku. W 2014 roku została odwołana z powodu remontu obiektu. Zawody ponownie odbyły się w 2015 roku na zmodernizowanej i jeszcze większej skoczni z nowym betonowym najazdem.
| Lp. | Data       | Zwycięzca    | Czas (MM:SS) |
| --- | ---------- | ------------ | ------------ |
| 1.  | 22.09.2012 | Ahmet Arslan | 05:02        |
| 2.  | 12.05.2013 | Simon Alič   | 05:11        |
| 3.  | 19.09.2015 | Ahmet Arslan | 05:08        |
| 4.  | 17.09.2016 | Ahmet Arslan | 05:09        |
| 5.  | 16.09.2017 | Luka Kovačič | 05:05        |
| 6.  | 15.09.2018 | Luka Kovačič | 04:59        |
| 7.  | 14.09.2019 | Luka Kovačič | 04:56        |
| 8.  | 11.09.2021 | Luka Kovačič | 04:53        |

| Lp. | Data       | Zwycięzca                 | Czas (MM:SS) |
| --- | ---------- | ------------------------- | ------------ |
| 1.  | 22.09.2012 | Teresa Stadlober          | 06:46        |
| 2.  | 12.05.2013 | Teresa Stadlober          | 06:37        |
| 3.  | 19.09.2015 | Antonella Confortola      | 06:25        |
| 4.  | 17.09.2016 | Valentina Belotti         | 06:20        |
| 5.  | 16.09.2017 | Dominika Wiśniewska-Ulfik | 06:41        |
| 6.  | 15.09.2018 | Barbara Trunkelj          | 06:27        |
| 7.  | 14.09.2019 | Barbara Trunkelj          | 06:24        |
| 8.  | 11.09.2021 | Barbara Trunkelj          | 06:11        |

## Zaplecze
- Hotel Dom Planica[17]
- Budynek centralny – centrum medialne, tunel aerodynamiczny, symulator skoków narciarskich, muzeum[18][19]
- Placówka serwisowa Čaplja
- Tor łyżwiarski
- Tor curlingowy
- Boisko piłkarskie[20]